# Adraga tomentosa
Adraga tomentosa är en tvåvingeart som beskrevs av James 1980. Adraga tomentosa ingår i släktet Adraga och familjen vapenflugor. Inga underarter finns listade i Catalogue of Life.